# Meki
Meki – miasto w Etiopii, w regionie Oromia. Według danych szacunkowych na rok 2015 liczy 53 300 mieszkańców.